# Thérèse Peltier
Thérèse Peltier, nata Thérèse Cochet (Orléans, 26 settembre 1873 – Parigi, 18 febbraio 1926), è stata una scultrice e aviatrice francese. È ricordata per essere stata la prima donna a pilotare un aeroplano.

## Biografia

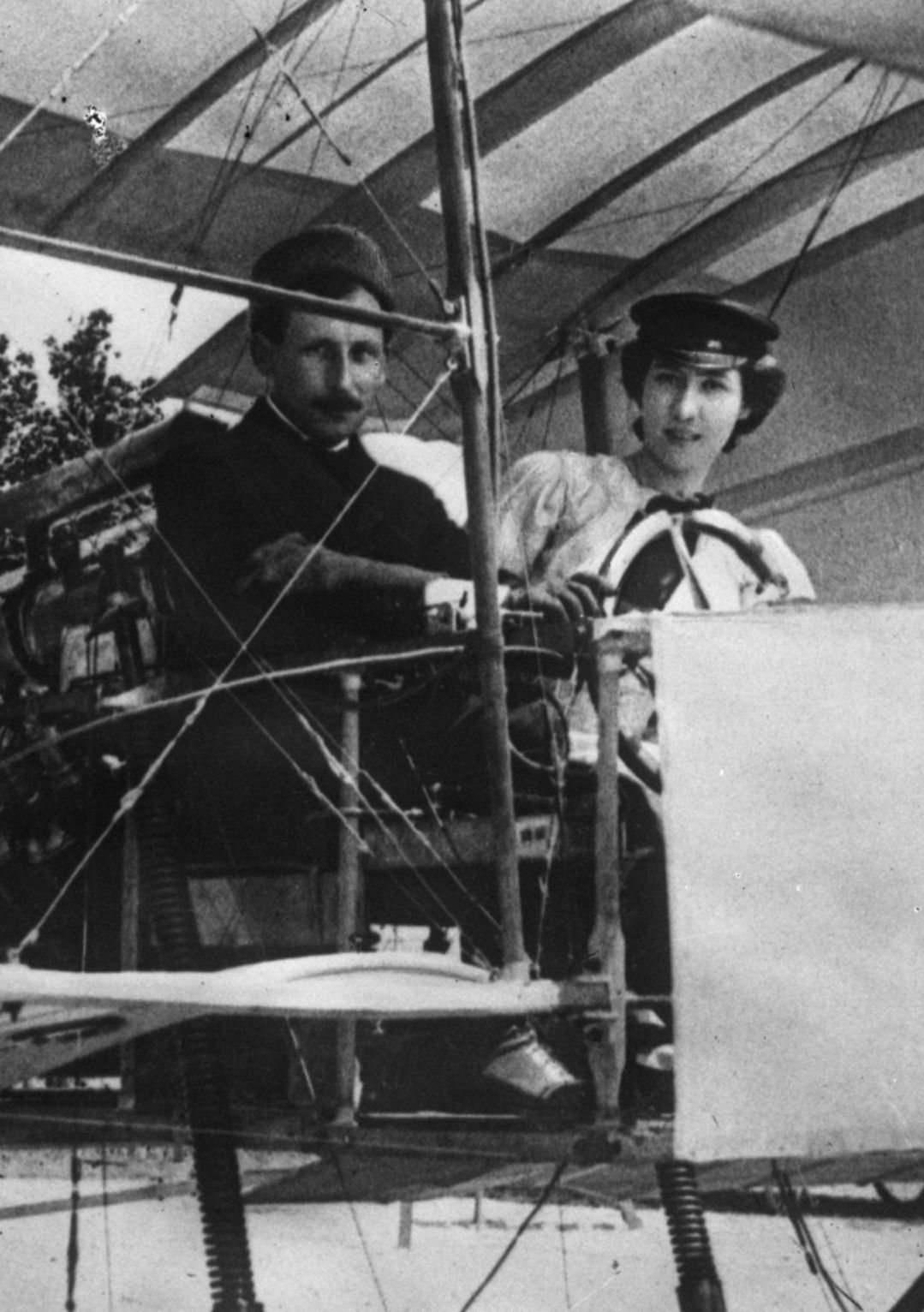
Thérèse Peltier e Léon Delagrange nel 1908, a Issy-les-Moulineaux

### Primi anni e attività artistica
Nata a Orléans, suo padre era un liquorista; sua madre si chiamava Marie-Camille Cabilleau; il 18 dicembre 1893 si sposò con Alfred Peltier, un medico della Marina di Parigi. Seguì corsi di scultura presso l'académie Vulpian e l'atelier di Charles Vital-Cornu e, fra il 1900 e il 1911, partecipò a 9 saloni espositivi, ottenendo inoltre nel 1907 il premio di scultura dall'Union des femmes peintres et sculpteurs.

### Attività nell'aviazione
Thérèse Peltier si avvicinò all'aviazione seguendo il suo amico e collega scultore Léon Delagrange; l'8 luglio 1908 salì come passeggera a bordo del velivolo pilotato da Delagrange; l'aeroplano rimase in volo per 30 minuti e 28 secondi, percorrendo circa duecento metri; per questo volo, viene spesso accreditata come la prima passeggera donna ad aver volato su un aereo, record che però spetta ad una tal signorina P. Van Pottelsberghe che volò a bordo di un velivolo pilotato da Henri Farman a Gand, a fine maggio dello stesso anno. Thérèse volò con Delagrange diverse altre volte durante le sue esibizioni in Italia, a Torino e Roma, fungendo da corrispondente per i giornali francesi.
Dopo le esperienze di volo con Delagrange, Peltier imparò a pilotare lei stessa (pur non conseguendo mai il brevetto di volo, primato che spetterà a Raymonde de Laroche), eseguendo alcuni voli nel Voisin di Delagrange, il primo dei quali nella piazza d'armi di Torino, dove percorse circa 150-200 metri a circa 2,50 metri dal suolo; la notizia venne riportata da L'Illustrazione Italiana il 27 settembre 1908. Verso la fine del 1908, Delagrange mise in palio un premio di mille franchi per la prima donna che fosse riuscita a pilotare un aeroplano per un chilometro; Peltier cominciò ad allenarsi per ottenere il premio ma, dopo che Delagrange morì in un incidente aereo il 4 gennaio 1910, lasciò l'aviazione per sempre e si ritirò dalla vita pubblica. Morì nel 1926, all'età di 52 anni, nel XVII arrondissement di Parigi.